# Casa del Cordón (Burgos)
El palacio de los Condestables de Castilla, conocido popularmente como casa del Cordón, es un palacio originario del siglo XV que se alza en el casco histórico de Burgos, presidiendo la antigua plaza del Mercado Mayor, que estaba formada por las actuales plazas de La Libertad y Santo Domingo de Guzmán. Sus promotores fueron Pedro Fernández de Velasco, condestable de Castilla, y la condesa Mencía de Mendoza y Figueroa, su mujer.
El diseño inicial es atribuible a Juan de Colonia y a su hijo Simón y se trata de un edificio civil de estilo gótico de gran belleza y armonía, si bien hoy en día se encuentra muy modificado respecto al diseño original. Por todo el edificio hay numerosas representaciones de los escudos heráldicos del matrimonio propietario del palacio (Velasco y Mendoza), y en concreto los dos escudos que hay sobre la puerta principal están unidos por medio de un cordón franciscano, también esculpido en la piedra. Un cordón o unas cadenas colgadas en la puerta de una casa indican que en ella ha dormido un rey, doña Mencía era devota de San Francisco y mandó esculpir el cordón franciscano. Este cordón es el que, en el acervo popular, dio nombre al edificio. Actualmente alberga un centro cultural y las oficinas centrales y sede social de una entidad bancaria.

## Historia
Al ser nombrado Pedro Fernández de Velasco condestable de Castilla en 1473, la residencia del mismo, sita en la calle Cantarranas (actualmente calle de San Lorenzo) se reveló como impropia de tan alto cargo público. Por ello, rápidamente, en 1476 se comienza la edificación del nuevo palacio en el que residirá la máxima autoridad política del reino tras el propio monarca. El lugar elegido es la plaza del Mercado Mayor, anteriormente llamada Corral de las Vacas, y hay indicios de que se empleó como base alguna construcción anterior, probablemente el llamado palacio de la Princesa. El encargado de las obras fue Juan de Colonia, que las emprendió en colaboración de su hijo Simón, que sería quien concluyese la construcción.
El trazado original era un palacio de notables dimensiones, con un patio central con una doble arquería gótica a semejanza con los existentes en los claustros monacales. La entrada principal se situaba en la fachada sur, existiendo unos jardines anexos a la fachada este. Esta zona es la que tiene restos de mayor antigüedad, existiendo en ella unos capiteles góticos del siglo XIV probablemente del edificio anterior.

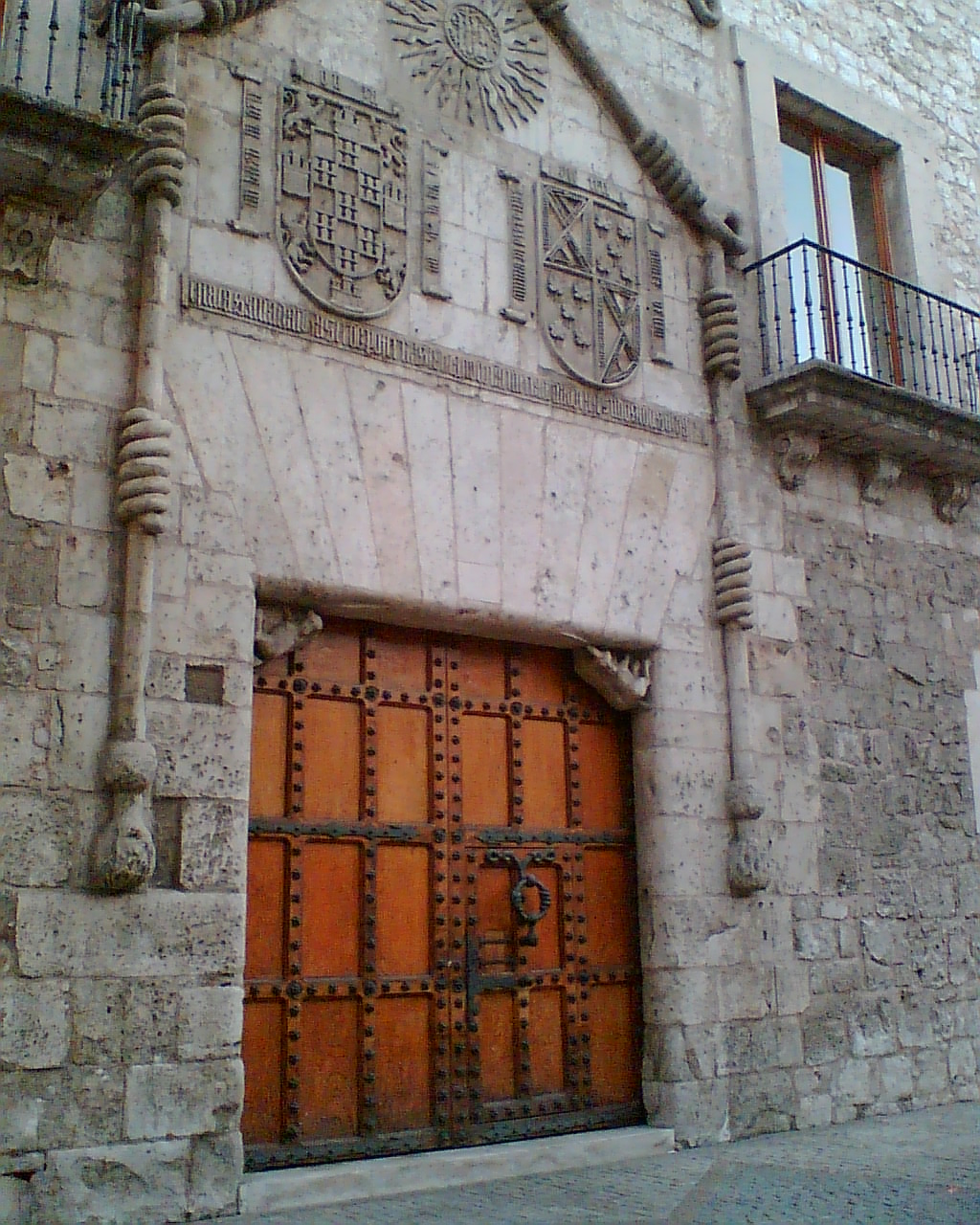
Puerta principal (2005)

La fachada principal, presentaba dos torres y una portada con un cordón franciscano labrado en la piedra y que sirve de unión a los blasones de los Velasco y los Mendoza-Figueroa, así como el monograma IHS circundado por el sol eucarístico.
En la segunda fase de construcción, entre 1484 y 1497, se define el patio central. Se trata de un patio porticado, a imitación de los claustros religiosos, de dos pisos y al que se abren las habitaciones sirviendo de distribución del espacio. Cada lado del patio tiene cinco arcos por planta, con un pequeño friso que sirve a su vez de barandilla, en el que encontramos de nuevo los escudos heráldicos de los propietarios de la vivienda. Esta representación constante de las armas de la esposa, Mencía de Mendoza y Figueroa da una idea de la importancia que tenía para el Condestable el haber entroncado con una de las familias más poderosas de Castilla.
La fachada oeste seguramente tenía una disposición muy similar a la fachada sur, si bien se perdió por completo (al igual que la fachada norte) y hoy en día lo que vemos son reconstrucciones del siglo XX.
El edificio está realizado en piedra caliza proveniente de las canteras de Hontoria.

### Esplendor
Desde el momento mismo de su construcción, la casa del Cordón se convierte en escenario de importantes eventos históricos. El 23 de abril de 1497 los Reyes Católicos reciben en la casa del Cordón a Cristóbal Colón, a la vuelta de su segundo viaje a América. Ese mismo año se casará en el palacio, el príncipe Don Juan, hijo de los Reyes Católicos con la princesa Margarita, hija del emperador Maximiliano I de Habsburgo.
El 17 de septiembre de 1506 llegan a Burgos la reina Juana I de Castilla y su esposo Felipe el Hermoso. Ocho días más tarde, fallece en la propia casa de Cordón el monarca consorte, y de este edificio sale la comitiva que realizará un periplo por toda Castilla hacia Granada. Poco después, se reúne en la casa del Cordón un Consejo de Regencia, que nombrará a Fernando II de Aragón regente hasta la mayoría de edad de su nieto Carlos que aún es un niño. A partir de ese momento, el rey aragonés, regente de Castilla establece la corte en la casa del Cordón, donde recibe la visita del papa Julio II entre otras personalidades. El 11 de junio de 1515 se celebra en la casa del Cordón la ceremonia de incorporación del Reino de Navarra a la Corona de Castilla.
A partir de este momento, el traslado a Toledo de la corte permanente va dejando a Burgos, y consecuentemente, a la casa del Cordón en un segundo plano. No obstante, Carlos I se aloja en varias ocasiones en la casa del Cordón, tanto en estancias en Burgos como en paradas en la ciudad en viajes más largos.
Felipe II no se aloja en el palacio, por primera vez desde su existencia el monarca elige otro alojamiento. Poco a poco va cayendo en desuso, lo que hace que se vaya deteriorando. En el año 1615, en él se hospedaron Felipe III y sus hijos. El último monarca que se hospedó en la Casa fue Felipe V, en 1701, y en 1706 se hospedaría su esposa, la reina María Luisa con la corte. En aquellos momentos el deterioro del inmueble ya era notorio, y en 1744 la infanta María Teresa es el último miembro de la Familia Real que se aloja entre sus muros. En 1748 el marqués de Villacampo solicita alojar a las infantas Luisa Isabel e Isabel María en la casa del Cordón, que desde ese momento perderá su condición de mansión real.

### Declive
Aunque en 1671 ya se realizan obras en las torres, en 1744 se procede al recalzo de las torres para evitar su ruina, a principios del siglo XIX la casa ha perdido ya toda su nobleza. En 1845 se invade el jardín, situado al este de la vivienda, para construir un edificio que quedará anexo al palacio en una de las torres de la fachada principal. En 1853 se derriba la torre antes mencionada, lindante con la calle de la Puebla y ha de ser reconstruida. 

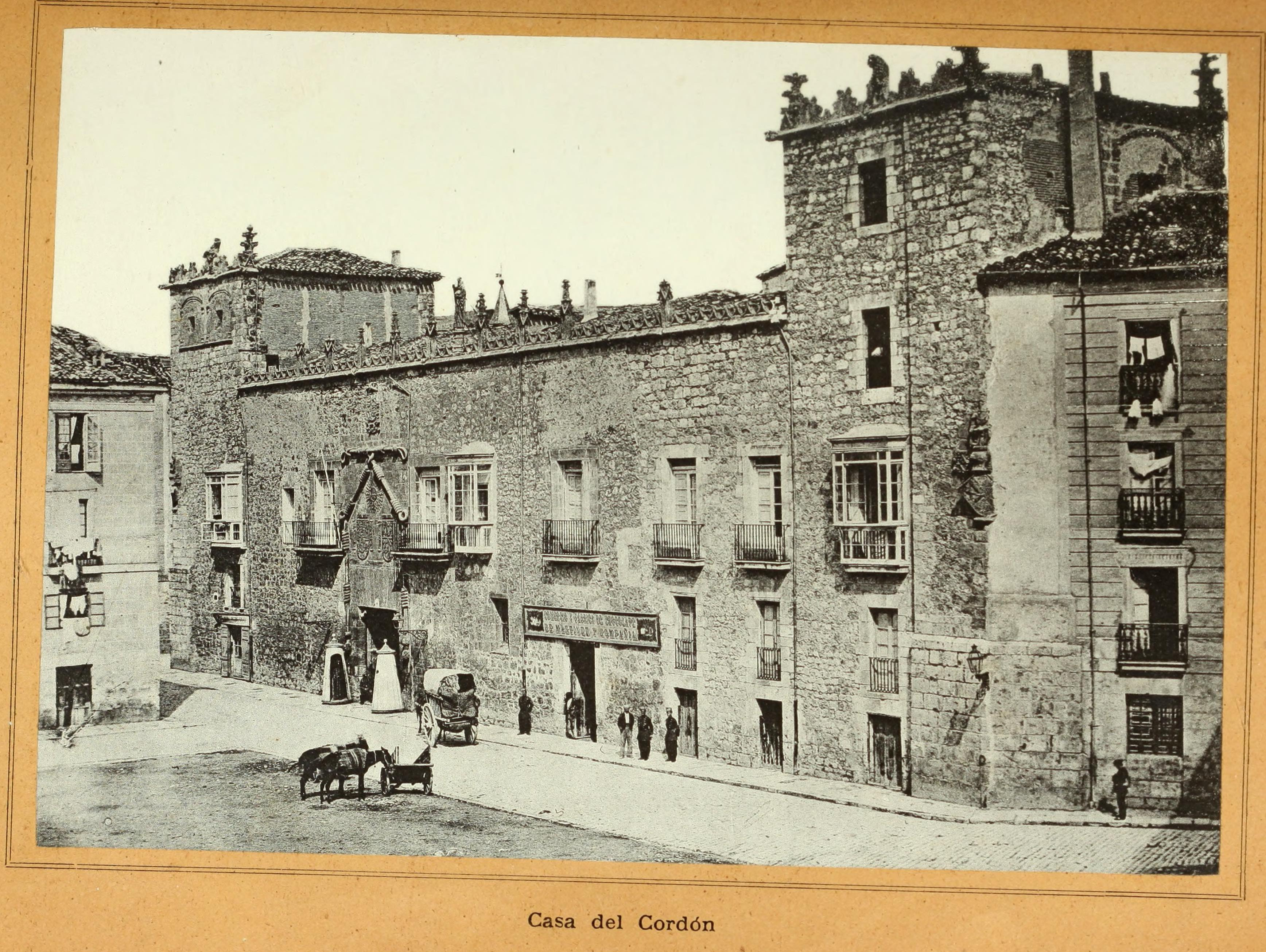
Aspecto del inmueble en el

Entre 1850 y 1880 se desdobla la planta baja, de gran altura, en dos pisos para mayor aprovechamiento del espacio. En 1885 se realiza un retranqueo en la calle de Santander de 2,30 m en la parte de la fachada principal, y de 5,50 m en la parte de la fachada norte. En 1888 se crea la calle del Cordón, derribando unos 20 m de la fachada norte, que se pierde y se reconstruye en ladrillo. Con esta modificación la casa del Cordón pierde más de 1500 m² de superficie. En 1906 se amplía la mencionada calle del Cordón, con lo que se vuelve a recortar tanto el solar como el edificio.

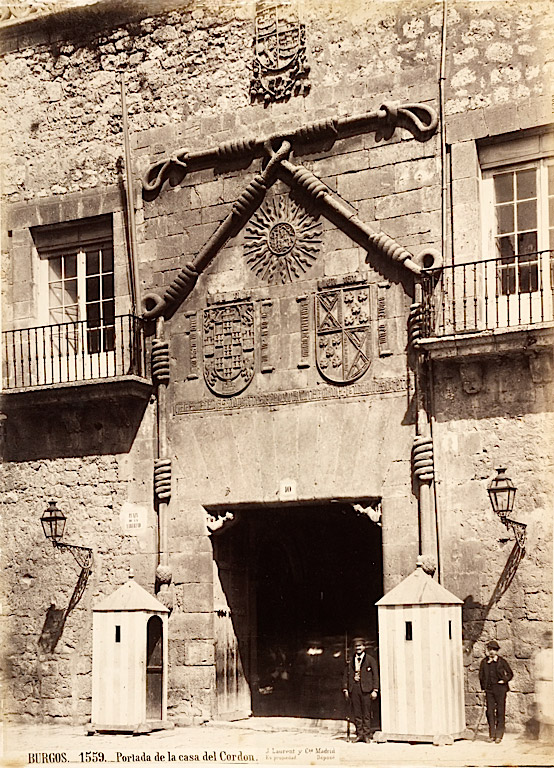
Casa del Cordón en una fotografía de Juan Laurent (c. 1860-1866)

Desde el 3 de octubre de 1936 hasta el 31 de enero de 1938 el edificio fue sede da la Junta Técnica del Estado, organismo encargado del Gobierno de Franco durante la guerra civil española y presidida por Fidel Dávila Arrondo y desde el 3 de junio de 1937 por Francisco Gómez-Jordana y Souza. En 1944 se habían habilitado en su planta baja once locales comerciales, practicando en las fachadas sus correspondientes puertas a la calle, siendo las plantas superiores dedicadas a oficinas y a viviendas particulares.
Se tapian todos los arcos del patio central y de la fachada este, practicando en los vanos tapiados ventanas ordinarias, quedando reducido a un patio comunitario. En las fachadas exteriores se practican más ventanas y a nivel de calle, más puertas para colocar locales comerciales. En este momento la casa del Cordón no es ya más que una casa de vecinos construida en piedra y sólo algunos de sus remates revelan su noble e hidalgo pasado.

### Rehabilitación

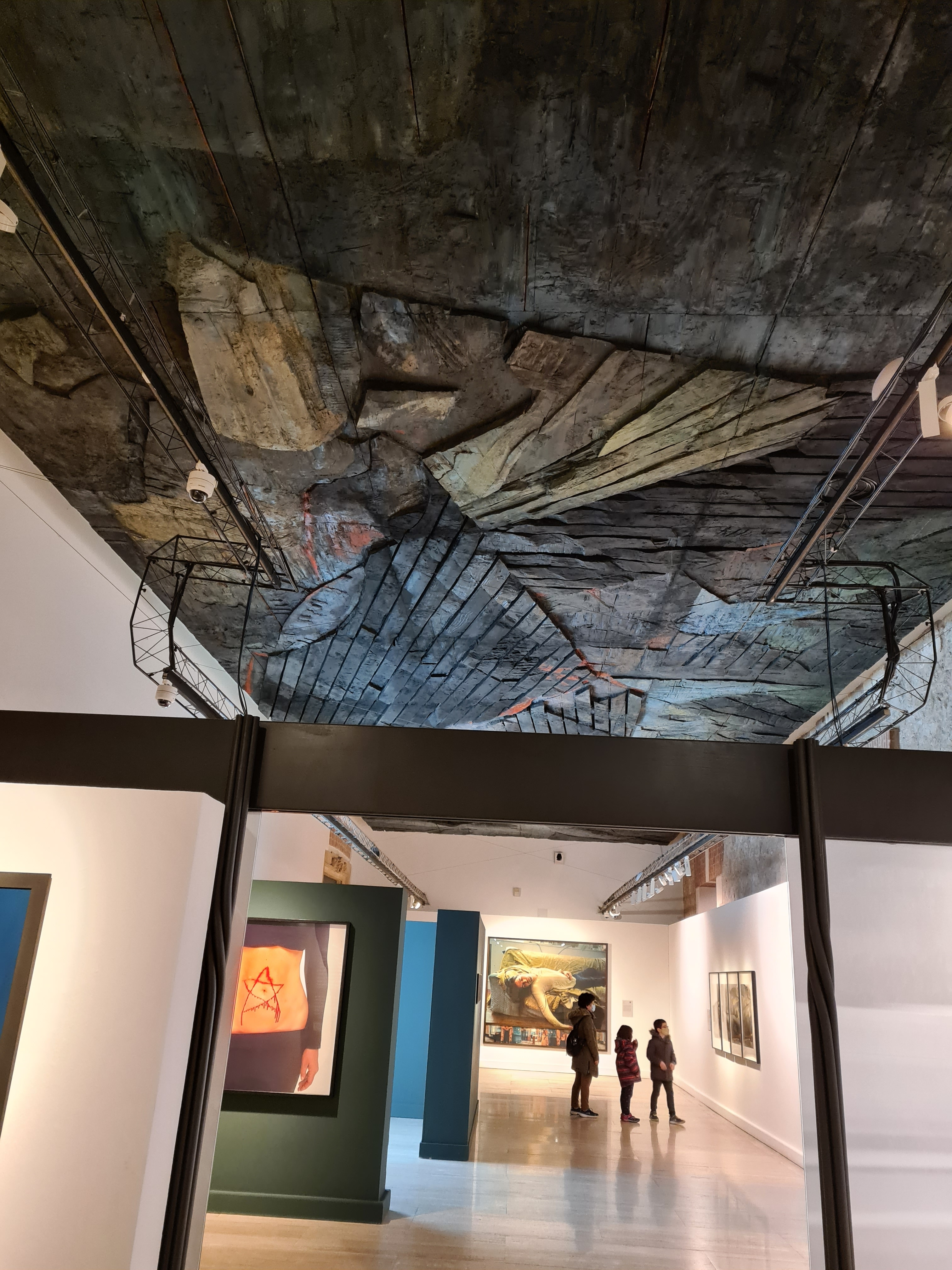
Vista de la sala de exposiciones, con techo de Lucio Muñoz

La primera rehabilitación importante se acometió en 1906 bajo dirección del arquitecto Vicente Lampérez y Romea, por encargo del propietario del inmueble, Víctor Conde. El principal objeto de esta reforma era evitar la ruina inminente del edificio. Como resultado se homogeneizan fachadas, y se reordena la distribución de ventanas y balcones. Se reconstruyen los elementos que se han perdido, basándose en documentación histórica y realiza el tapiado de todas las arquerías del patio central, así como de la arquería de la fachada Este. También es el responsable del retranqueo por el ensanche de la calle de Santander, lo que le obligará a derribar por completo la fachada Oeste y reconstruirla de nuevo, lo que hará dándole un aspecto acorde con la fachada principal.

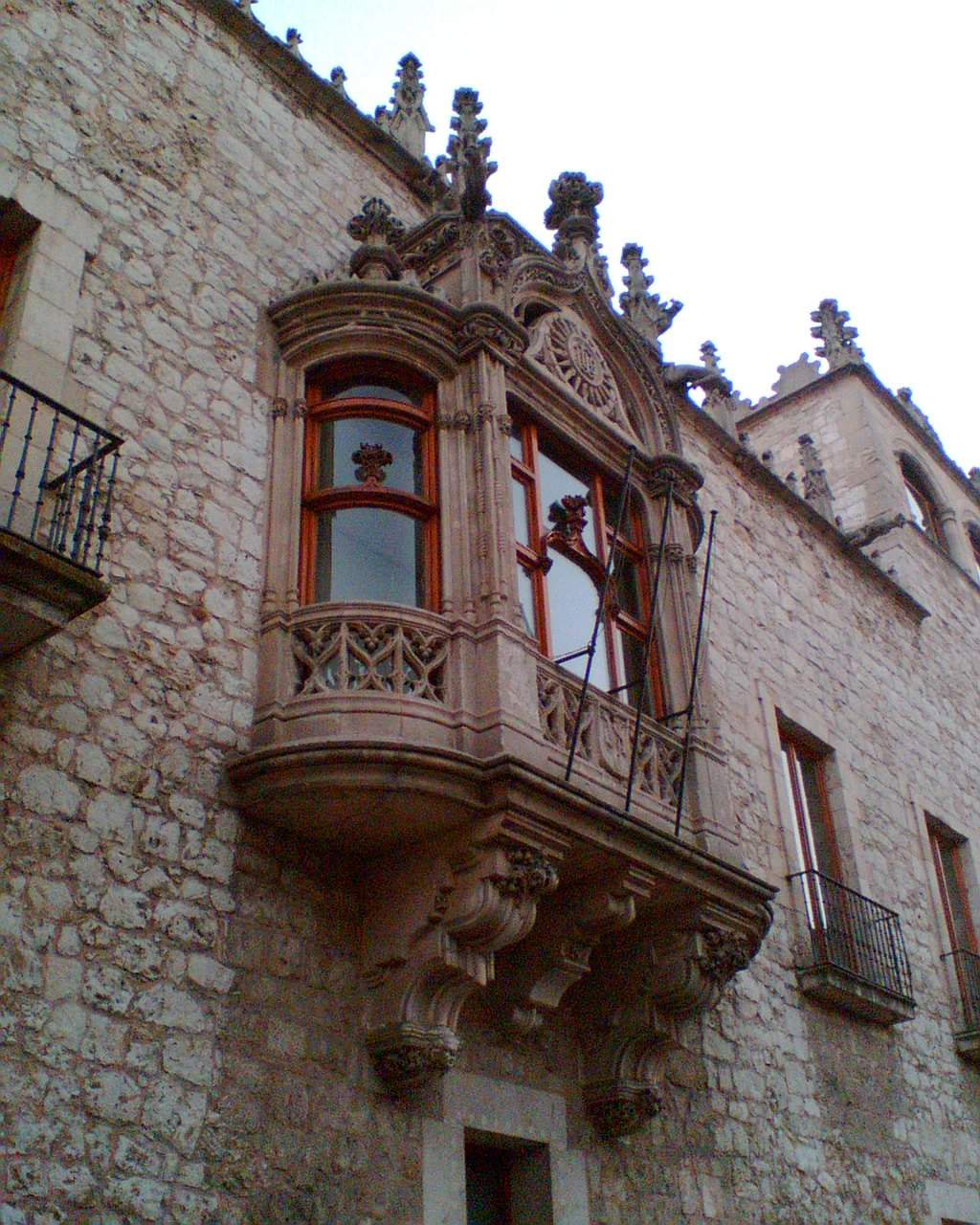
Ventana de la casa del Cordón (2005)

En 1930 adquiere el edificio la Caja de Ahorros Municipal de Burgos. Durante la guerra civil española, y mientras estuvo en Burgos la Junta Técnica del Estado (1936-1938), la casa del Cordón albergó la Comisión de Cultura y Enseñanza. Tras el nombramiento en 1938 del primer gobierno de Franco, fue la sede del Ministerio de Asuntos Exteriores dirigido por el general Jordana.
En 1953 se emprenden unas pequeñas obras de mantenimiento imprescindibles para que se mantuviese en pie el palacio. En 1968 se otorga la consideración de Monumento Histórico Artístico, solicitada más de cien años antes, en 1860, lo que parece decisivo para que este palacio se salve definitivamente.
Pero la mayor obra, que dará a la casa del Cordón su aspecto actual, se lleva a cabo entre 1983 y 1987, Se acomete bajo la supervisión de Florentino Garicano Azpiazu, a la sazón director general de la Caja de Ahorros Municipal de Burgos, y tiene por objeto restaurar el aspecto histórico original de la casa del Cordón, incluyendo modificaciones que hagan del palacio un espacio utilizable en la actualidad, convencidos sus promotores de que sólo con el uso se garantizará un mantenimiento continuado del inmueble que permitirá su conservación futura. 
Se eliminan todos los vanos de la fachada, dejando solamente la puerta original en la fachada principal y dos puertas en la fachada oeste, fachada que como se recordará, no es la original sino que data de 1906. El patio principal se dota de una cubierta de unos 1000 m², en madera y dotada de unos tragaluces que permite la iluminación natural del patio, siendo al mismo tiempo utilizable incluso en condiciones meteorológicas adversas. En la cara norte del edificio, se sustituye la fachada de ladrillo por otra de diseño moderno. En el este, se derribaron las casas adosadas y se abrió una calle peatonal junto a la galería renacentista, que quedó liberada de construcciones parásitas.
En su decoración colaboraron varios artistas. Lucio Muñoz realizó el techo del zaguán y las puertas de la sala del Consejo de Administración. José Luis Sánchez realizó los relieves abstractos del patio. Las nuevas puertas escultóricas exteriores del edificio fueron encargadas a Amadeo Gabino.

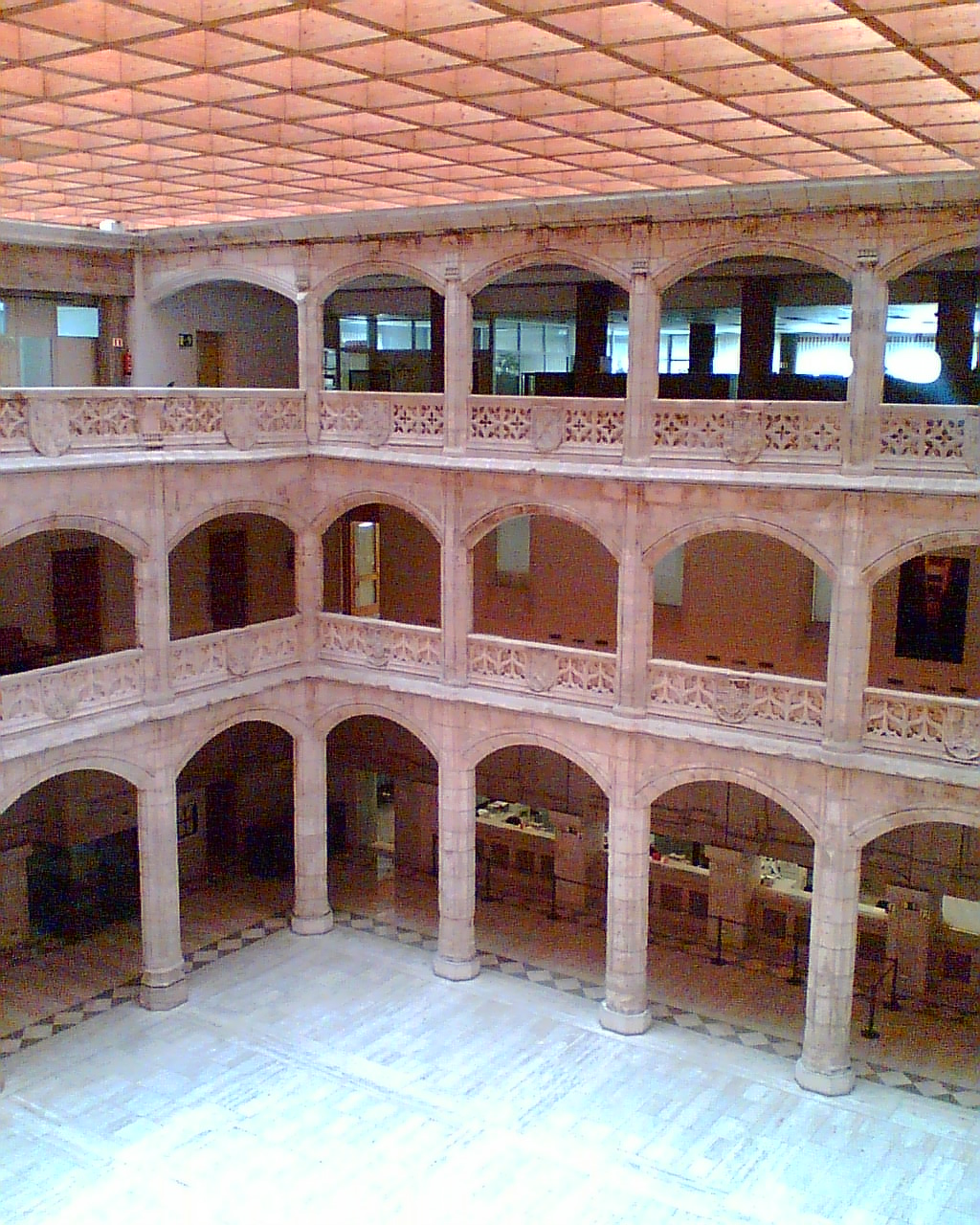
Patio, en 2005

En 1987 se inauguró el nuevo edificio, que albergaba las oficinas centrales de la Caja de Burgos. El patio, donde se encuentran los mostradores de atención al público, fuera del horario comercial se usa como auditorio de música. Aparte, el palacio cuenta con un centro cultural que incluye un auditorio y una sala de exposiciones.